# Pas la peine de crier

Pas la peine de crier est une émission radiophonique présentée par Marie Richeux de 2010 à 2014, diffusée du lundi au vendredi, d'abord de 6 h à 6 h 50 puis de 16 h à 17 h sur les ondes de France Culture. L'émission se veut pluridisciplinaire et se construit autour de la lecture, la littérature.

## Première saison
La première émission de Pas la peine de crier est diffusée à la rentrée 2010 entre 6 h et 6 h 50. L'émission est alors composée généralement de trois parties entrecoupées par un passage musical et les nouvelles de 6 h 30 : tout d'abord une conversation avec un invité sous la forme d'un entretien qui s'égrène doucement tout au long de la semaine, puis une succession de courtes chroniques sur l'actualité culturelle, se succèdent à la lecture d'un peu de poésie interprétée par les Sociétaires de la Comédie-Française.

### Chroniques
- Polaroïd de Marie Richeux
- La Vignette, Aude Lavigne reçoit des artistes en tous genres (chronique ensuite déplacée entre Le Feuilleton et La Dispute, le soir vers 20 h 55).
- L'essai du jour, Philippe Petit présente l'actualité des essais
- Le spectacle du jour, de Sophie Joubert
- Les idées, rubrique d'Alexis Lacroix
- Complètement livre de Jean-Louis Ezine (chronique ensuite déplacée dans le cadre des Matins de France Culture, vers 6 h 42).

La dernière chronique se conjugue avec l'arrivée de Marc Voinchet, qui fait la couture avec l'émission suivante : Les Matins de France Culture.

## De septembre 2011 à août 2016
En septembre 2011 l'émission est programmée à 16 h et sa formule est modifiée. Elle commence par deux chroniques : d'abord Je déballe ma bibliothèque (en référence à Walter Benjamin), une lecture faite par un comédien, puis le polaroïd, une description sonore.
Le cœur de l'émission et sa partie la plus longue est une discussion menée par Marie Richeux avec un invité sur des sujets divers.
Enfin, la chronique poétique est identique à celle de la première saison et termine l'émission à 16 h 52.
À la rentrée de la saison 2014-2015, Pas la peine de crier est remplacé par l'émission Les Nouvelles Vagues, de la même productrice.

## Musique
Des sons sont utilisées pour faire les passages entre les différentes parties de l'émission :
- Jean Thévenin, Manège.
- Sigur Rós, Saeglopur.

La musique est coordonnée par la réalisatrice, Anne-Laure Chanel (surnommé « Miss Chanel » par l'animatrice).